# Дружиниха (Ярославская область)
Дружиниха — деревня в Гаврилов-Ямском районе Ярославской области России. Входит в состав Стогинского сельского округа Митинского сельского поселения.

## География
Деревня находится в юго-восточной части области, в зоне хвойно-широколиственных лесов, к северу от автодороги 78К-0007, на расстоянии примерно 18 километров (по прямой) к юго-востоку от города Гаврилов-Ям, административного центра района. Абсолютная высота — 133 метра над уровнем моря.

### Климат
Климат характеризуется как умеренно континентальный, с умеренно холодной зимой и относительно тёплым летом. Среднегодовая температура воздуха — 3 — 3,5 °C. Средняя температура воздуха самого холодного месяца (января) — −13,3 °C; самого тёплого месяца (июля) — 18 °C. Вегетационный период длится около 165—170 дней. Годовое количество атмосферных осадков составляет 500—600 мм, из которых большая часть выпадает в тёплый период.

### Часовой пояс
Дружиниха, как и вся Ярославская область, находится в часовой зоне МСК (московское время). Смещение применяемого времени относительно UTC составляет +3:00.

## Население
| 2007 | 2010 |
| ---- | ---- |
| 0    | →0   |

### Национальный состав
Согласно результатам переписи 2002 года, в национальной структуре населения русские составляли 100 % из 4 чел.

Данные переписи 1897 года.
Согласно переписным листам, в 1897-м году в деревне Дружиниха проживали 112 человек, из них 44 мужчины и 68 женщин. Грамотность среди мужчин составляла 68%, среди женщин - 22%. Все жители были государевыми крестьянами и занимались в большинстве своём, земледелием. Дополнительно к этому 13 человек владели ремеслом плотника. В деревне были торговец и сапожник. Несколько человек (все - из семьи Фёдоровых) работали торговцами в Санкт-Петербургской губернии: в Кронштадте, Ораниенбауме, Сестрорецке. Среди жителей деревни были распространены фамилии: Фёдоровы, Тороповы, Гришины, Марянины.